# 鹿角椅
鹿角椅，是一種以鹿角为主要材料的椅子，在清朝乾隆年间宫廷及奥地利宫廷出现过。

## 乾隆皇鹿角椅
乾隆皇鹿角椅由中国故宫博物院收藏，其骨架所用鹿角及鹿骨來自康熙皇帝亲自猎得的鹿。椅背中央背板刻有乾隆所题诗一首。

## 阿道夫·艾特鹿角椅
此鹿角椅为奥地利宫廷糖果师傅阿道夫·艾特收藏，现由奥地利联邦艺术管理局收藏。